# Història precolombina de l'Argentina
La història precolombina de l'Argentina fa referència als desenvolupaments culturals locals de l'actual territori de la República Argentina previs a l'extermini, explotació i colonització per part d'Espanya.
Els pobles aborígens argentins es van dividir en dos grans grups: els caçadors i recol·lectors (que habitaven la Patagònia, la Pampa i el Chaco) i els agricultors (instal·lats al nord-oest, Cuyo, les Serralades de Córdoba i, més tardanament, a la Mesopotamia).
Tastil, al nord, va ser la ciutat precolombina més gran situada a l'actual territori argentí, amb una població de 3000 habitants.
Als segles XIV i XV l'Imperi Inca va conquerir part de les actuals províncies de Jujuy, Salta, Catamarca, Tucumán (el seu extrem oest), La Rioja, San Juan, al nord-oest de Mendoza i possiblement el nord de Santiago del Estero, incorporant els seus territoris al Collasuyu, que era la part sud del «Tahuantinsuyo» o regions de l'Imperi Inca.
Tradicionalment s'atribueix la conquesta a l'inca Túpac Yupanqui. Diversos senyorius de la regió, com els omaguacas, els atacamenys, els huarpes, els diaguitas i altres, van intentar resistir però els inques van aconseguir dominar-los, traslladant als seus territoris als mitimaes o colons deportats de les tribus dels chichas, que habitaven en el que és el sud-oest de l'actual territori bolivià. D'altres, com els sanavirons, els lule-toconoté i els comechingones van resistir la invasió inca i es van mantenir com senyorius independents.
Van crear centres agrícoles i tèxtils, assentaments (collcas i tambos), camins (camins inques), fortaleses (pucarás) i santuaris d'alta muntanya. Alguns dels principals són el pucará de Tilcara, la tambería de l'Inca, el pucará d'Aconquija, el santuari de Llullaillaco, el Shincal de Londres i les ruïnes de Quilmes.

## Població inicial

Mapa de les migracions humanes fora d'Àfrica

El científic argentí Florentino Ameghino (1854-1911) va elaborar una teoria que afirmava l'origen pampeà de l'home (homo pampeanus) però que després seria refutada i deixada de costat.
Els primers éssers humans a arribar a l'actual territori argentí semblen haver arribat per l'extrem sud de la Patagònia provinents del que avui és Xile. La presència humana més antiga es troba a Piedra Museo (província de Santa Cruz) i es remunta a l'11.000 aC.
Juntament amb els jaciments de Monte Verde (Xile) i Pedra Furada (Brasil) constitueixen, fins al moment, els llocs de poblament més antics de Sud-amèrica i sustenta la teoria del poblament primerenc d'Amèrica (pre-Clovis).
Un altre remot assentament va ser situat a Los Toldos, també a la província de Santa Cruz, amb restes que daten del 10.500 aC.
Aquests primers habitants del territori argentí caçaven milodons (semblant a un gran os amb cap de camell ja extint) i hippidions (cavalls sud-americans que van desaparèixer fa 10.000 anys), a més de guanacs, llames i nyandús.
A prop d'allà, també és possible veure les pintures de mans i guanacs estampades a voltant del 7300 aC a la Cova de les Mans (riu Pinturas, província de Santa Cruz). Es tracta d'una de les expressions artístiques més antigues dels pobles sud-americans i ha estat declarada Patrimoni Cultural de la Humanitat per la Unesco.
Per a l'any 9000 aC ja havia començat el poblament de la pampa, en tant que la zona del nord-oest va començar a ser habitada cap al 7000 aC.

## Zones culturals
Els pobles indígenes de l'Argentina es van dividir en dos grans grups: els caçadors-recol·lectors, que habitaven la Patagònia, la Pampa i el Chaco; i els agricultors, instal·lats al nord-oest argentí, Cuyo, les Serralades de Córdoba i, més tardanament, a la Mesopotamia.

### Cultures andines

#### Cultures andines de Cuyo

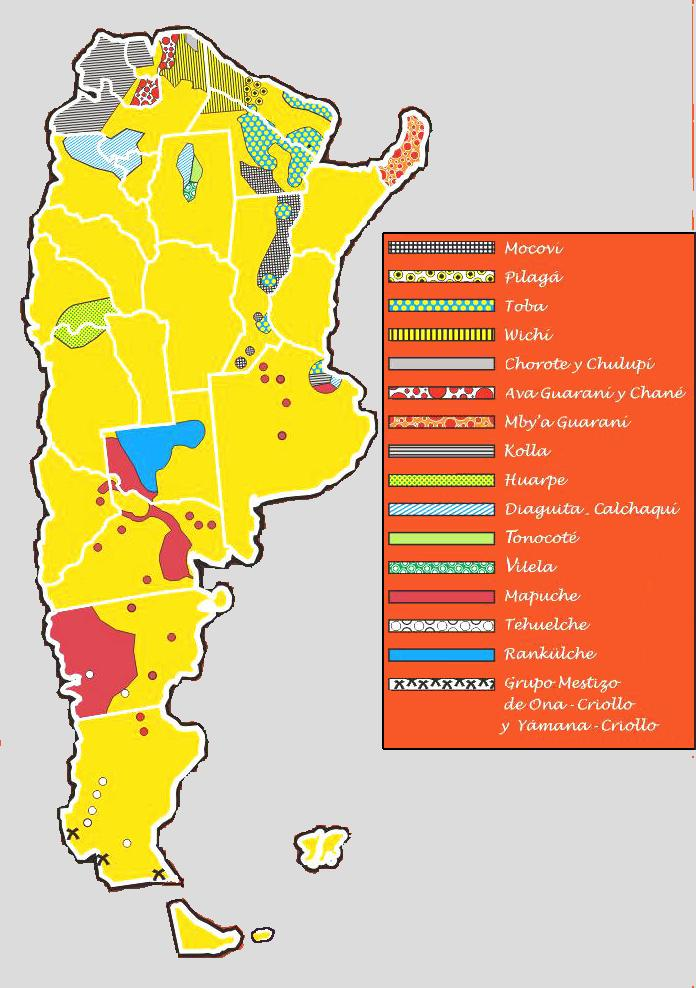
Distribució dels diferents tipus d'aborígens a l'Argentina

- Període preceràmic: No hi ha dades. Agua de la Cueva, a 2900 msnm, a la preserralada de Mendoza, testimonia la presència humana entre el 8900 i 8300 aC.
- Cultura d'Ansilta: Va ser una de les primeres cultures a desenvolupar una agricultura precària on el que avui és l'Argentina, on es troben actualment Mendoza, San Juan i San Luis. La cultura d'Ansilta es va perllongar per més de 2000 anys (entre el 1800 aC i 500), el que significa un extraordinari cas de continuïtat. És probable que hagin estat antecessors de les ètnies del llinatge huarpe.
- Sud de Mendoza: A la Cova de l'Indi del Racó de l'Atuel, s'observa que, a partir del segle iv, els caçadors i recol·lectors van començar a practicar l'agricultura, així ho demostren restes de fesols (porotos), llavors de blat de moro i de carabassa (zapallo).[3]

#### Cultures agroterrisseres del Nord-oest
D'acord amb la classificació que Alberto Rex González va fer el 1962, les cultures agroterrisseres del període preincaic en aquesta zona es poden agrupar en tres períodes cronològics:

##### Període dels primers poblaments
Comprèn les cultures que comprenen des dels primers poblaments fins a l'any 650 de la nostra era, que són les següents:
- Cultura Condorhuasi: Cap al 200 aC apareix la cultura Condorhuasi, a l'actual Catamarca. Va ser una societat de pastors de llames en la qual l'agricultura era només complementària. Van tenir un culte violent, en què utilitzaven de manera xamanista al·lucinògens com el cebil (Anadenanthera colubrina) i realitzaven sacrificis humans. Van estar entre els primers a realitzar aliatges metàl·lics. En l'actualitat criden poderosament l'atenció les seves escultures antropomorfes de pedres, anomenades avui «Suplicants», belles i abstractes escultures en què es representen figures humanes en una commovedora posició de súplica (invocant la pluja i la fertilitat). Van desaparèixer entre el 200 i el 500.
- Cultura de Tafí (segle iii - segle ix): Contemporàniament amb la Cultura de La Ciènaga apareix la zona del Tafí del Valle, en l'actual territori de Tucumán. Eren agricultors que conreaven, entre altres coses, blat de moro. Ho feien en senzilles feixes, i domesticaven llames.
- Cultura de La Ciènaga (1-600): Al segle I apareix aquesta primera societat plenament agrícola que es va desenvolupar en actual territori argentí, també on avui està Catamarca. Tenien plantacions de blat de moro i sistemes d'irrigació per canals. Tenien ramats de llames i les utilitzaven en caravanes per realitzar intercanvis entre llogarets. Van construir petits llogarets de no més de 30 habitatges. Van ser un antecedent directe per a la Cultura de La Aguada.
- Cultura de La Candelaria: es va desenvolupar entre el 200 i 1000 a l'àrea centre-sud andina de la província de Salta i centre i nord de la de Tucumán en les anomenades selves occidentals. Pren el nom del departament salteny de La Candelaria, on va ser descoberta. La ceràmica que van produir és generalment de color gris amb traços simples i figures geomètriques com rectangles i triangles que representen figures humanes i d'animals. Fabricaven també instruments musicals de vent amb formes d'animals.
- Cultura d'Alamito: es va desenvolupar entre el 400 i 650 a la zona del Campo de Pucará (província de Catamarca). Va estar molt influenciada per la cultura Condorhuasi. Van treballar admirablement la pedra, creant les obres pretesament Suplicants prenent com a model la figura humana, d'absoluta originalitat.
- Cultura Las Mercedes: es va desenvolupar entre el 400 i 700 a les serralades de Sumampa i Guasayán, a la província de Santiago del Estero.
- Cultura de San Francisco: és la més antiga manifestació d'assentaments de grups agroterrissers del Nord-oest argentí. Es va desenvolupar entre el 600 aC fins al començament de la nostra era a les valls orientals de la província de Jujuy.

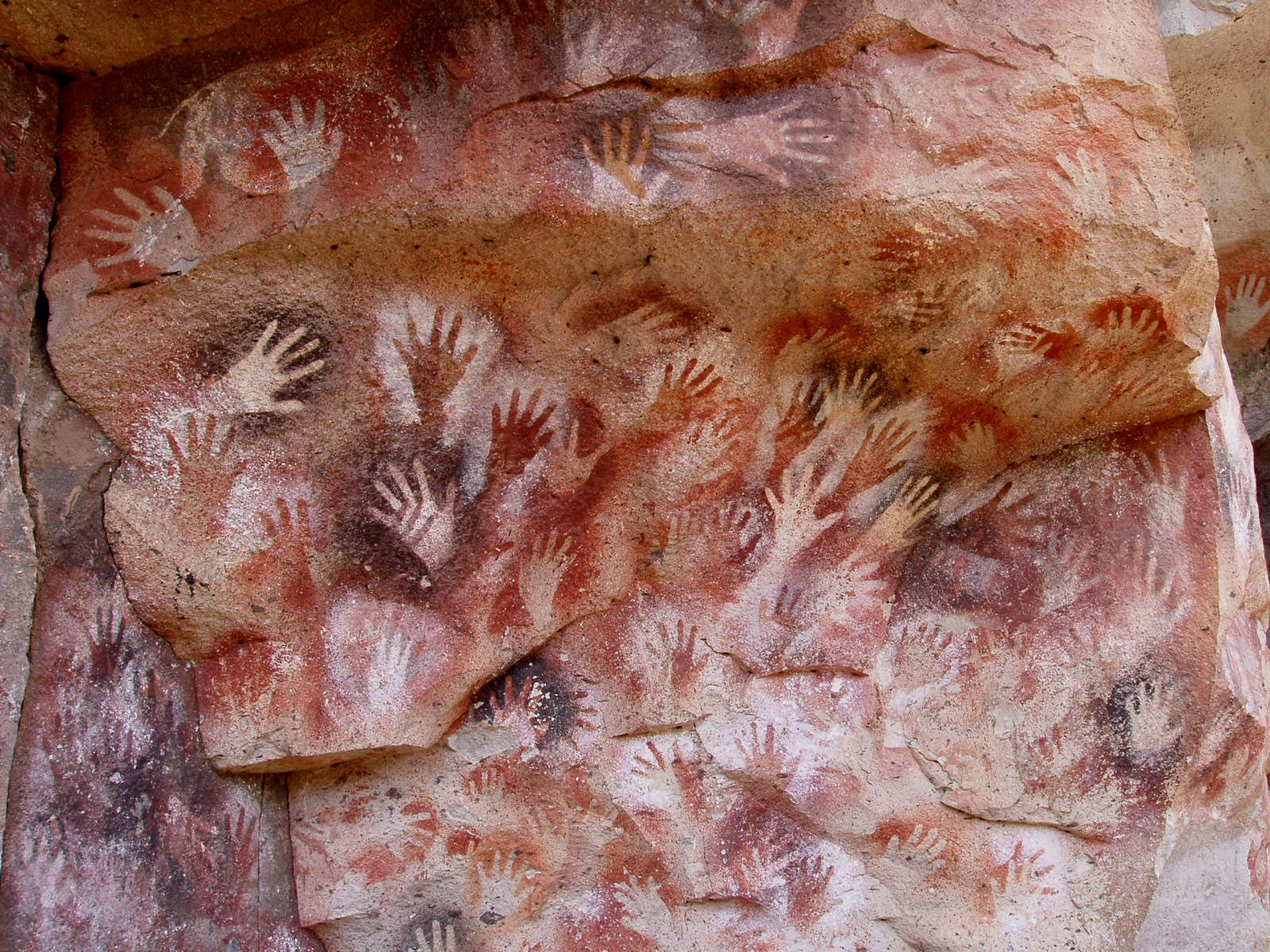
Cova de les Mans (Santa Cruz, Argentina; 7300 aC), l'art més antic de Sud-amèrica
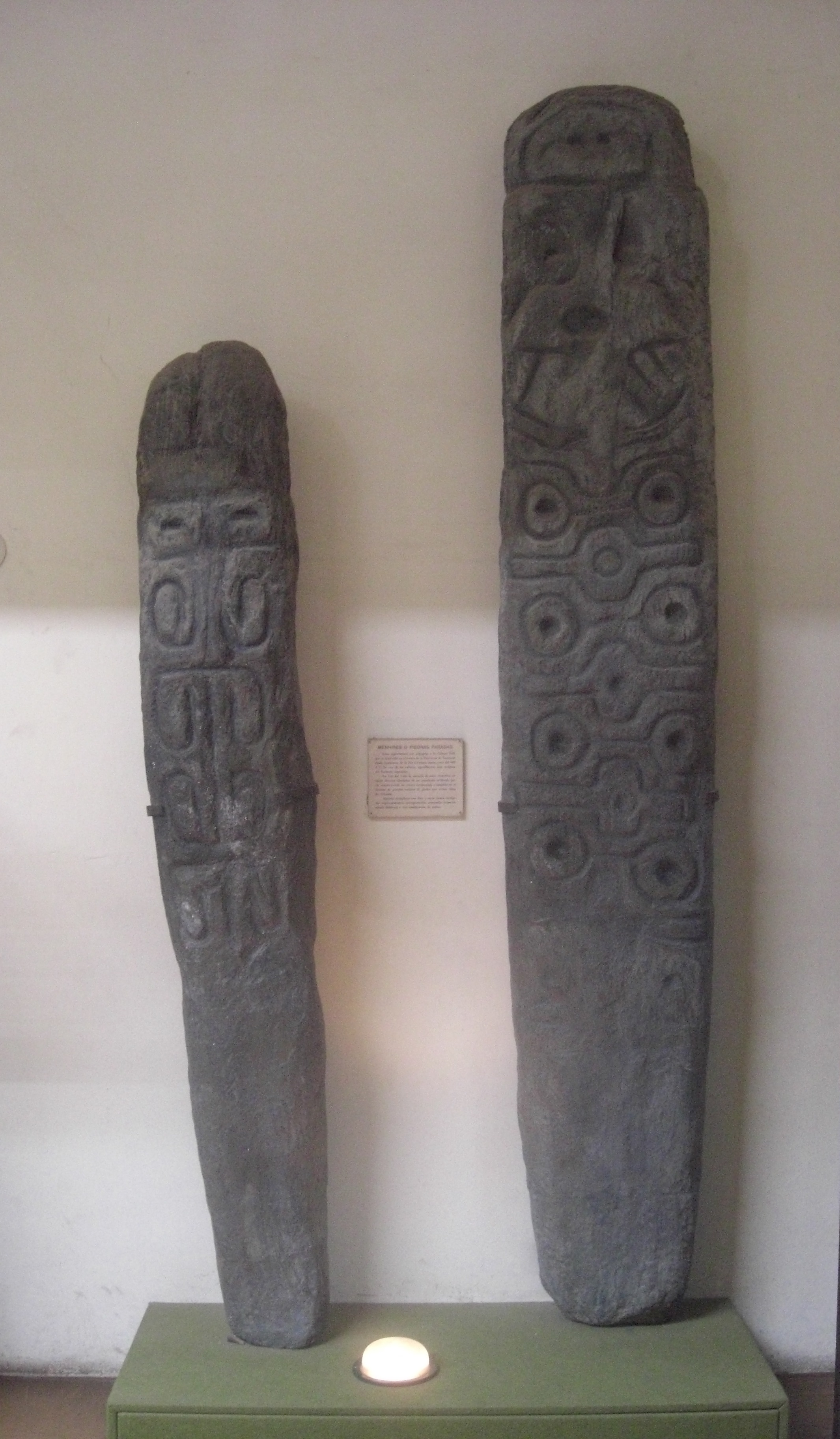
Menhirs de la cultura Tafí. Col·lecció del Museu de La Plata
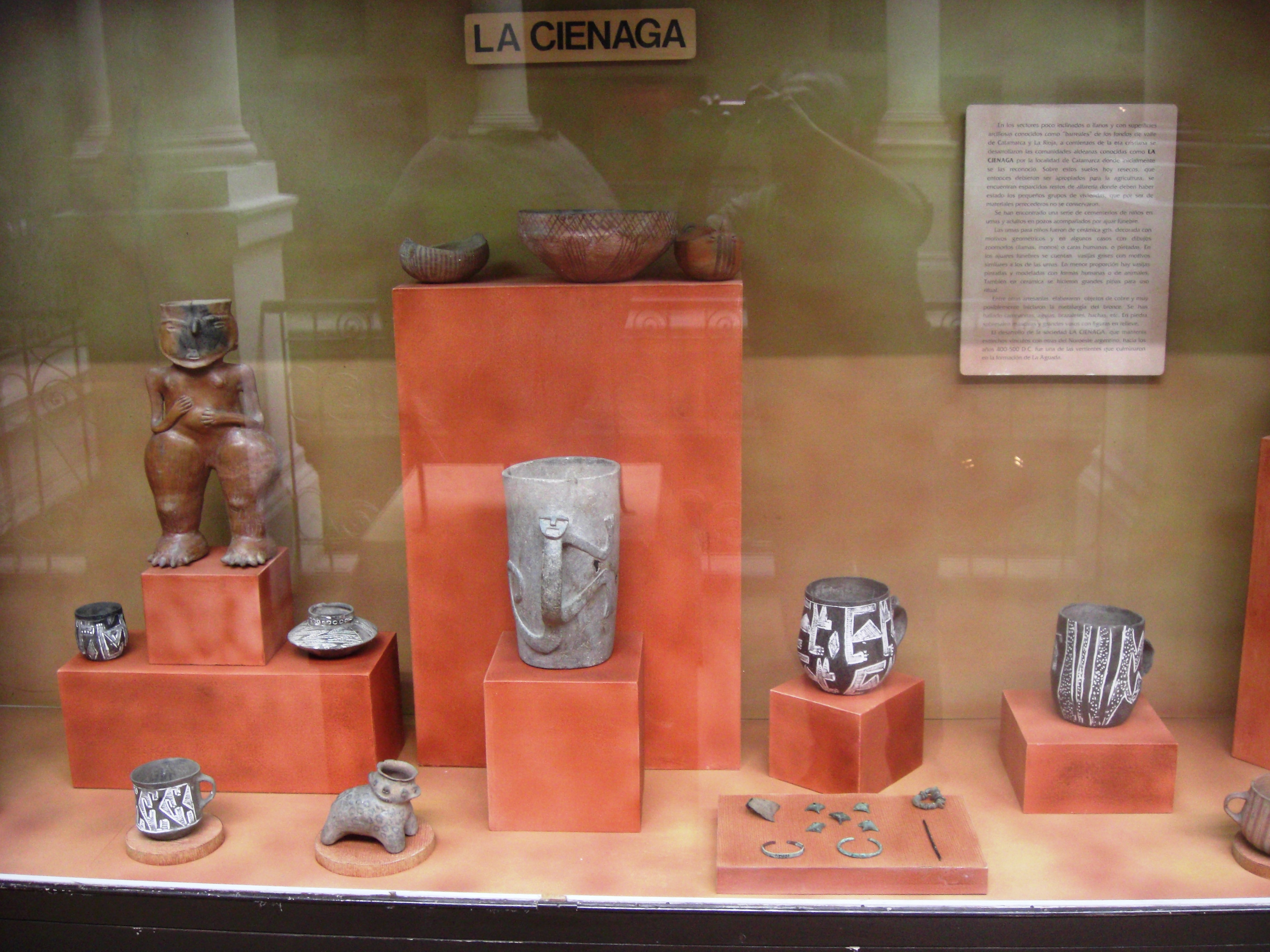
Detall de la vitrina dedicada a la Cultura de La Ciènaga. Museu de La Plata
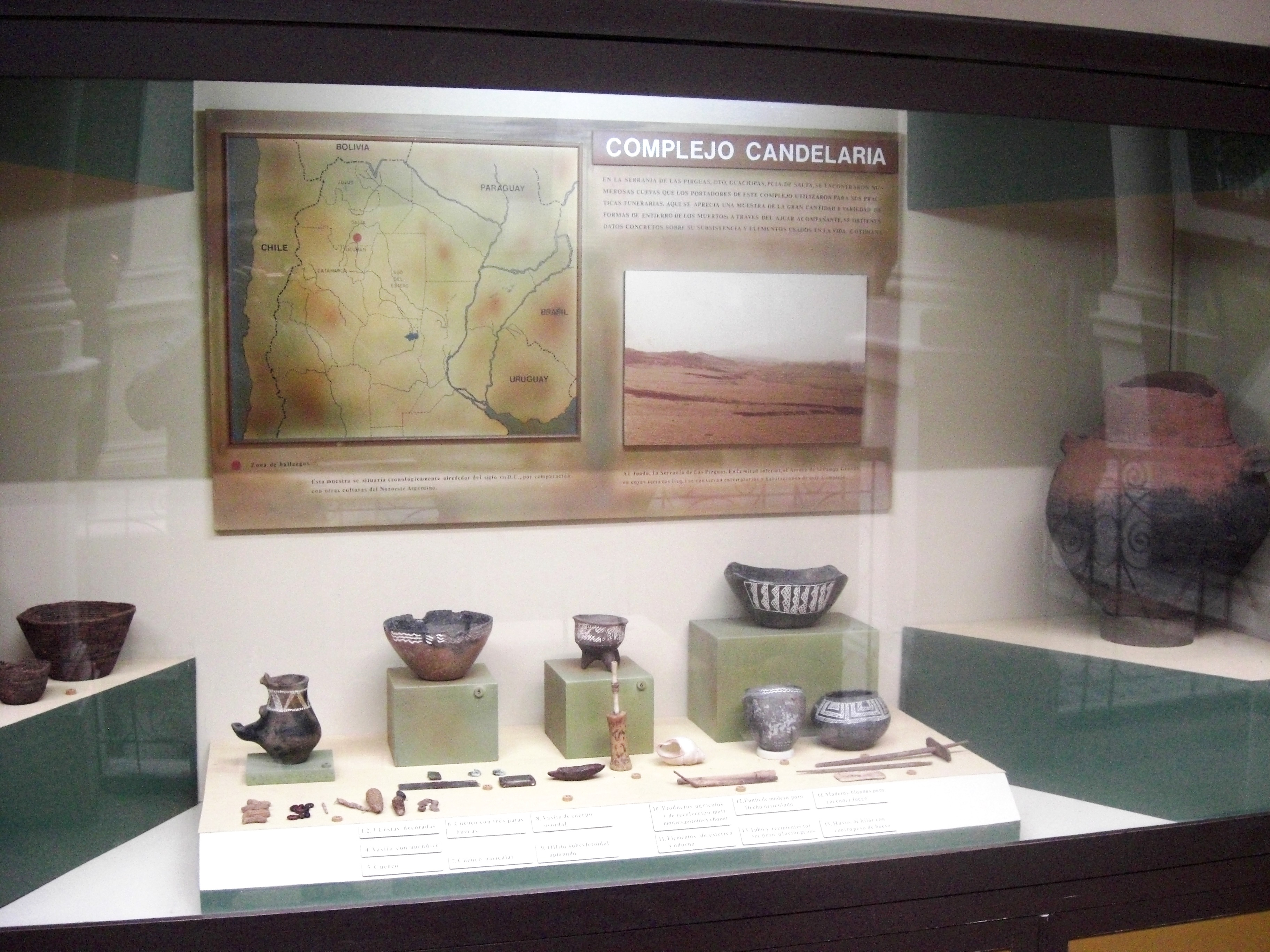
Vitrina dedicada a la cultura de La Candelaria. Museu de La Plata
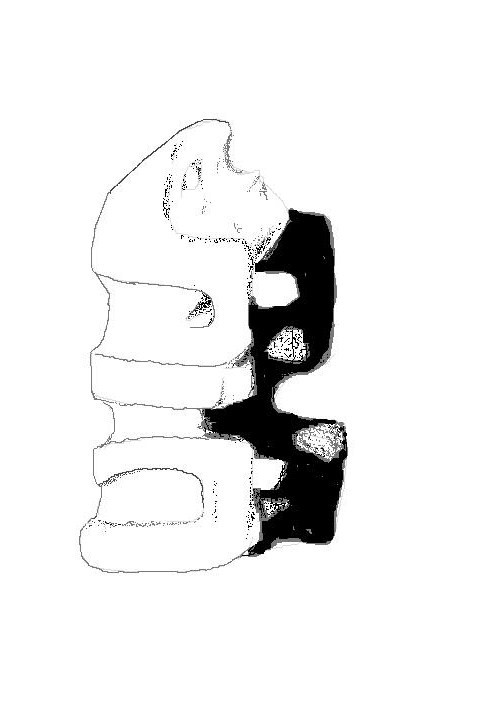
Escultura monolítica d'un suplicant. Cultura d'Alamito

##### Període mitjà
Comprèn les cultures des de l'any 650 fins al 850, són les següents:
- Cultura de La Aguada: Entre els segles iv i x es desenvolupa la cultura de La Aguada en el territori de les actuals províncies de Catamarca i La Rioja, identificada per l'arqueòleg argentí Alberto Rex González, que la defineix com «la més andina de les cultures del nord-oest argentí», vinculada a l'horitzó cultural Tiwanaku. L'Aguada es va caracteritzar per desenvolupar un extraordinari art al voltant de la figura del jaguar. Segons José Pérez Gollán (1992), l'Aguada és un moment històric de la cultures del nord-oest, en el qual sorgeix una nova forma política, els anomenats «senyorius» o «prefectures», per estar dominades per un «senyor», que dominava una determinada regió per mitjà del control de l'excedent econòmic i els recursos simbòlics. En les seves representacions es destaca la presència del sacrificador. La seva economia estava recolzada en una expansiva agricultura en feixes regades per complexos sistemes hidràulics. Produïen blat de moro, frijol, carabasses i maní. Intercanviaven productes amb llocs molt distants, com San Pedro de Atacama o la Vall de Copiapó, usant un sistema transport basat en les llames. La metal·lúrgia era molt avançada i van descobrir el bronze abans de l'arribada dels espanyols. Cap al 900, L'Aguada desapareix. Es va trobar la seva herència en les cultures Belén i Santa Maria.
- Cultura Sunchituyoc: es va desenvolupar entre el 700 i el 900 a l'interior de la plana central de la província de Santiago del Estero. La decoració de la seva ceràmica va ser profusa, amb ocells humanitzats, còndors, àguiles i lloros d'agut bec i escurçons.

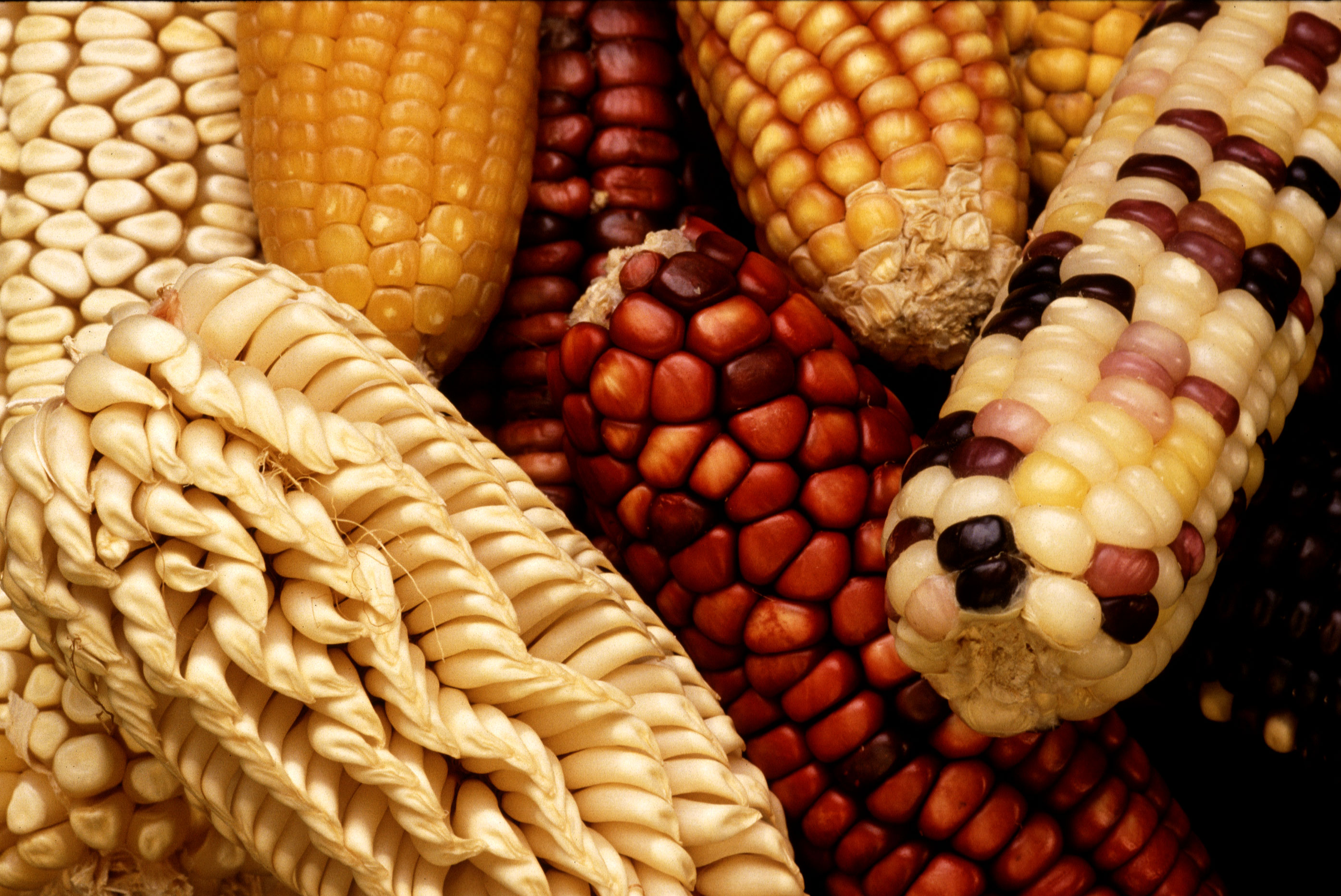
El blat de moro, domesticat a Mesoamèrica, portat per les cultures andines
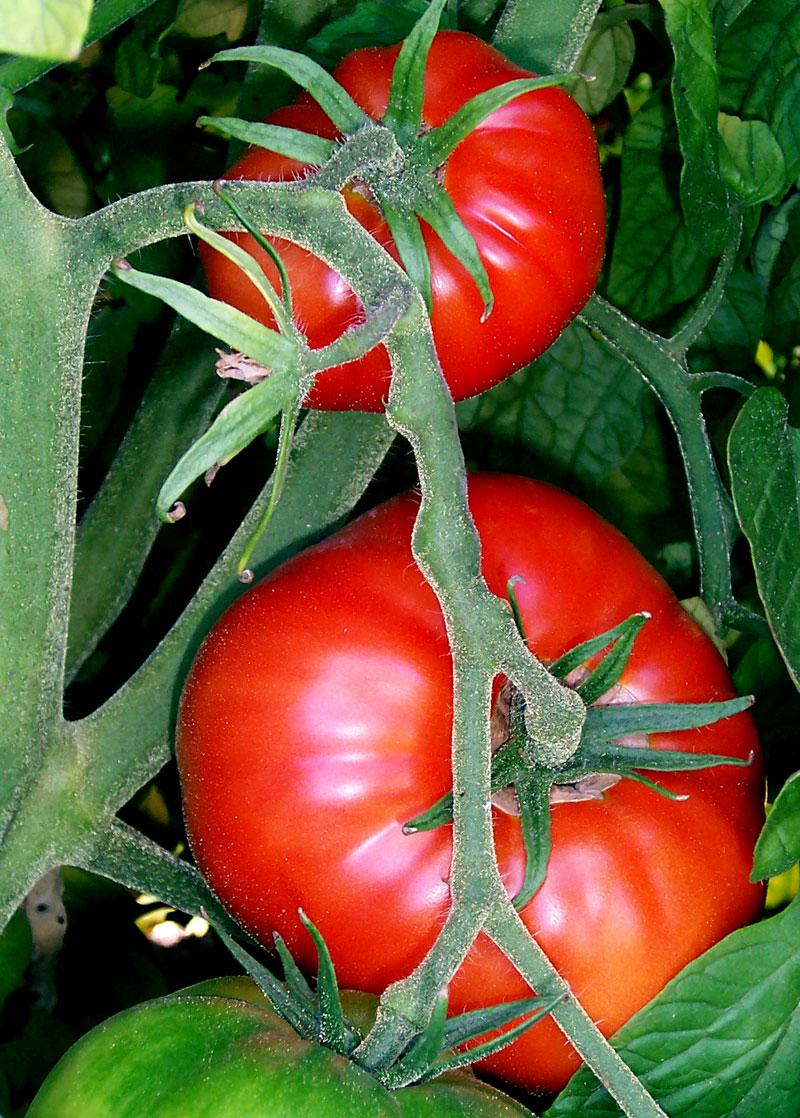
El tomàquet, descobert per les cultures andines
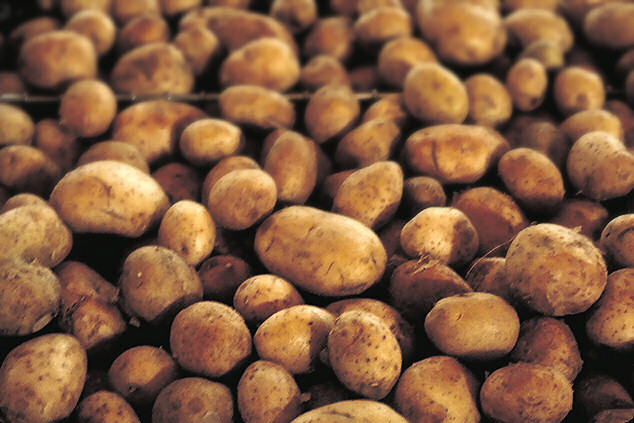
La patata, domesticada per les cultures sudamericanes

##### Període tardà
Comprèn les cultures des de l'any 850 fins a l'arribada dels inques al 1450, i són les següents:
- Cultura Santa Maria (1200-1470): l'existència de feixes de cultiu i sistemes de reg molt complexos va permetre a Santa Maria tenir una gran població i acumular excedents que eren emmagatzemats en sitges subterrànies. Van conrear el blat de moro, la patata, el fesol, la quinoa i la carabassa, i van recol·lectar intensivament la garrofa i el chañar. Van ser experts ramaders i van utilitzar el farratge. Van realitzar un ampli intercanvi de producte amb altres pobles distants usant les seves caravanes de llames. Van aconseguir un notable desenvolupament de la metal·lúrgia del coure, l'or i la plata i van ser coneguts a tota la regió pels seus bronzes d'excel·lent qualitat. Santa Maria va aconseguir una gran complexitat sociopolítica: un senyor amb poder hereditari, guerrers i sacerdots, la cultura santamariana coincideix en gran manera amb l'ètnia diaguita.
- Cultura Belén: es va desenvolupar en els departaments de Belén i Tinogasta, a la província de Catamarca, al llarg del riu Hualfín. El seu desenvolupament es produeix entre l'any 1000 i el 1450 a les valls d'Abaucán i Hualfín, on estava el seu centre principal, i en el bolson de Pipanaco.
- Cultura d'Humahuaca: va correspondre al poble omaguaca, que habitava la Quebrada de Humahuaca i zones limítrofes.
- Cultura de Sanagasta o cultura d'Angualasto: va començar el seu desenvolupament cap a l'any 1000, va tenir el seu centre en territori de l'actual província de La Rioja i va estendre la seva influència fins al territori de l'actual província de San Juan. Es caracteritza pel fet que la seva ceràmica té dibuixos abstractes en grans recipients o urnes de boca ample i parets obliqües. Van emprar els colors negre, vermell i blanc. Van treballar també metalls, principalment el coure amb el qual van fer pectorals i cèrcols.
- Cultura d'Avarías: es va desenvolupar entre l'any 1200 i el 1500, aproximadament a la província de Santiago del Estero. Van rebre fortes influències de la zona andina.

##### Invasió inca (1400-1520)
La formación del Tucumán
Un segle abans de l'arribada dels espanyols a Amèrica, el nord-oest andí del que avui és Argentina registrava la presència d'una gran quantitat de pobles sedentaris amb identitats i cultures pròpies; entre ells estaven els diaguites, atacamenys, omaguaques i huarpes. Al segle xv, gran part del territori d'aquests pobles va ser envaït pels quítxues i annexat a la zona meridional del Kollasuyu o Collasuyu (encara que cap a finals d'aquest segle, donada la llunyania respecte a Cusco, la regió formava un territori especial del Tawantin suyu conegut com el Tucumán (en el sentit ampli de la paraula Tucumán) i el Kiri-Kiri).
Sacrificis humans

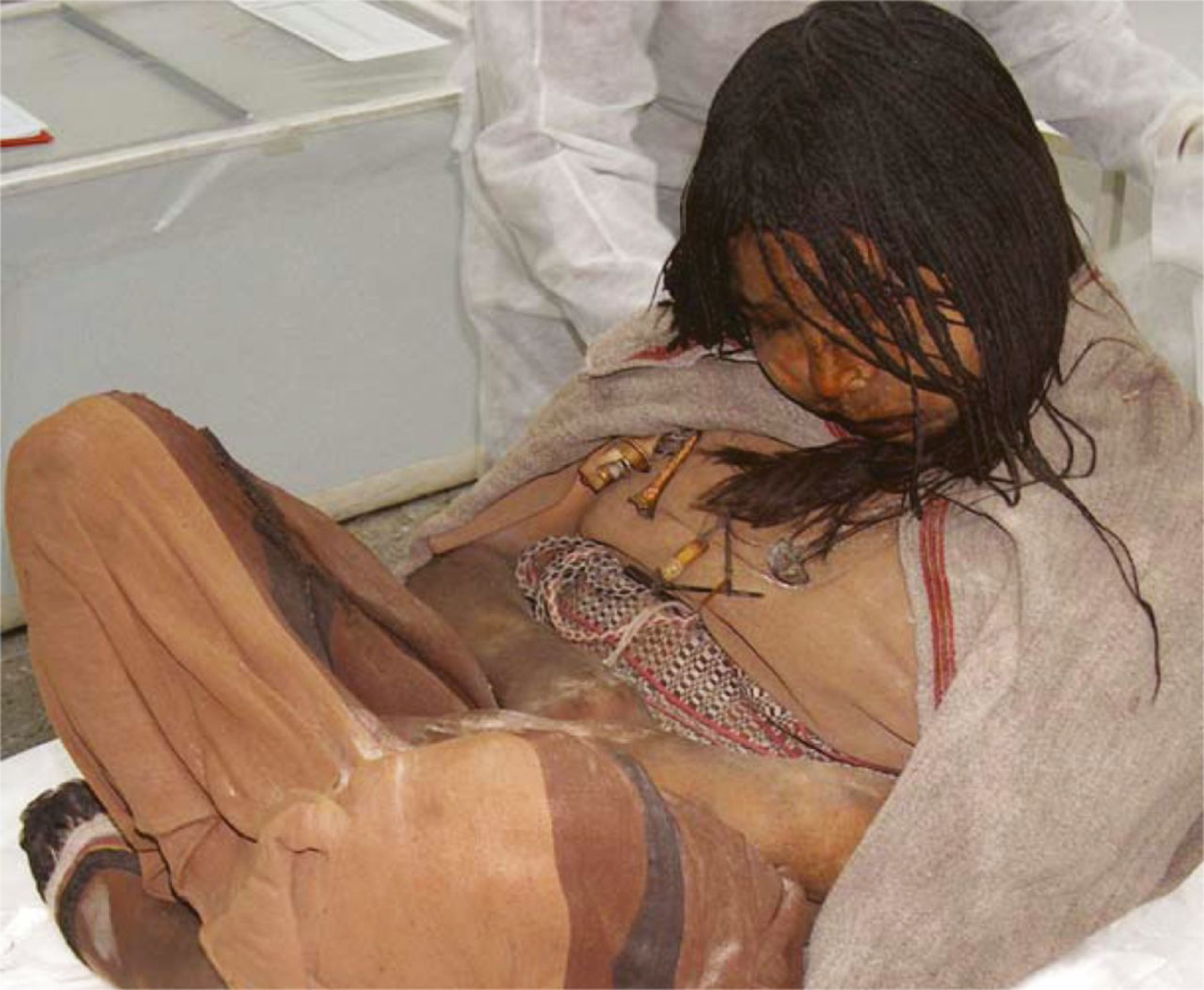
Mòmia de Llullaillaco. Sacrifici humà inca realitzat al cim del volcà Llullaillaco (6739 m), a la província de Salta (Argentina)

Un dels més interessants punts incaics en territori argentí ha estat el centre de ritual més alt del món, el volcà Llullaillaco  (a 6710 metres), on es realitzaven sacrificis humans. Per als inques, les muntanyes eren huaques, (llocs sagrats); per aquesta raó van establir un sistema de santuaris en els cims de les muntanyes més altes dels Andes. El 1999, un equip d'arqueòlegs d'altura liderat pels arqueòlegs Johan Reinhard (estatunidenc) i María Constanza Ceruti (argentina), va realitzar la troballa de tres mòmies inques, una jove (la Donzella), una nena (la Nena del Llamp) i un nen, sacrificats en el cim del volcà, consagrats a Inti (déu del Sol), a Illapa (déu del llamp) i a Viracocha (el déu creador). Explica Ceruti que «es triaven nens perquè eren símbols de puresa davant els déus i a les nenes se les criava a la Casa de les Verges del Sol, on vivien des dels vuits anys fins al moment del sacrifici. El consum de fulles de coca i l'alcohol de la chicha adormia a les víctimes triades. Almenys en aquest cas no van morir per un cop al crani, ni per asfíxia o escanyament. Senzillament, es van quedar adormides i van morir congelades». Els nens van sortir a peu des de Cusco, acompanyats per un grup de sacerdots, en algun moment proper a l'any 1500 (vegeu Mòmies de Llullaillaco).
El Senyoriu de Tastil
Tastil (Salta) és considerada la ciutat precolombina més gran de l'actual territori argentí. Amb una població de 3000 habitants del conjunt lickan-antay, s'ha sostingut (Cigliano, 1977) que el Senyoriu de Tastil va arribar a tenir una sèrie de colònies-factories a l'actual zona de Salta i Jujuy. Tastil va quedar sobtadament despoblada a finals del segle xiv, en el moment del seu apogeu, davant la invasió quítxua. No hi ha consens entre els estudiosos sobre les causes del seu col·lapse.

#### Les cultures andines independents (1400-1520)
Fora del Tawantin suyu, van existir en l'actual territori argentí altres poblacions sedentàries amb influxos culturals andins, per exemple els lule-toconoté (en guerra amb els quítxues, anomenats pejorativament per aquests «surí», nyandús) i els sanavirons a l'àrea actualment corresponent a les províncies de Tucumán, oest de Santiago del Estero i nord de Córdoba, així com els comechingones en les serralades de Córdoba i San Luis.

### Cultures de la Mesopotàmia

#### Els guaranís
A la Mesopotàmia s'havien assentat, també recentment, els guaranís, provinents de l'Amazònia i part del grup cultural conegut com a tupí-guaraní.
Els avá (més coneguts com a guaranís) es van establir en territori argentí entre finals del segle xv i començaments del xvi, avançant des del nord-est principalment pels rius i altres cursos d'aigua. Es van subdividir en diferents grups depenent de la zona on habitaven, com els guaranís de les illes (a les illes del Delta del Paraná), els del Carcarañá (al nord de Corrientes), els cainguàs (a la regió mesopotàmica) i els chiriguans (a Salta i Jujuy).
Vivien en llogarets (tekuas) que constituïen veritables unitats tribals per ser entitats econòmiques independents. Cada llogaret guaraní estava dirigida per un cap polític anomenat mburuvichà i un cap religiós anomenat payé. La seva organització social estava encapçalada per un cacic (tuvichà) hereditari.
Eren destres navegants de canoes, coneixedors caçadors de la selva, recol·lectors, pescadors i practicaven l'agricultura. Entre els cultius més importants es trobaven la mandioca (mandio), el moniato (jety), la carabassa (andai), el blat de moro (avati), el fesol (kumandá), el cotó (mandiyú) i l'herba mate (kaa), que usaven per preparar el mate, beguda que encara avui se segueix prenent.
Els guaranís guiaven els seus actes (i encara es guien) per La Terra Sense Mal, que es trobava a la base de la seva cultura guerrera i en les pràctiques caníbals. El poble guaraní va ingressar violentament a la conca del Riu de la Plata, generant una situació de guerra permanent amb les poblacions aborígens no-guaranís que habitaven la regió.
La seva estratègia guerrera es fundava en un sistema d'atacs massius. Previ a l'atac, feien caure sobre les forces adversàries una pluja de fletxes i pedres. Després venia l'envestida directa amb llances, macanes o maces.
Al segle xv, la societat guaraní va passar per un període de canvi. Van començar a aparèixer institucions unificadores que, probablement a la llarga haguessin portat al sorgiment d'un estat. Havien sorgit els karaí (paraula que inicialment va significar a algú suposadament dotat de poders màgics i després va passar a significar «senyor»), profetes acceptats per totes les tekuas (llogarets), que s'enfrontaven entre si en un permanent cicle de recerca de la Terra Sense Mal. Els karaí recorrien els llogarets predicant un missatge d'adveniment d'importants canvis, i no pertanyien a cap tekua en particular sinó que eren panguaranís.
Cent anys després, amb la invasió europea a la zona, arriben els jesuïtes que, en cert sentit, venen a competir directament amb els karaí. Encara estrangers, van portar un missatge unificador i per sobre de tots els guaranís, que acceptaven la invasió i van passar a estar coberts per les lleis d'Espanya. (vegeu: Les reduccions jesuítiques).
L'idioma guaraní segueix sent parlat massivament al nord-est argentí (Corrientes, Misiones, Formosa i part del Chaco); sobretot es parla a la província de Corrientes. Aquest idioma, el guaraní, ha tingut un poderós impacte en la parla quotidiana dels argentins. Paraules d'ús quotidià, com che, que s'associa mundialment amb la manera de parlar argentí, són d'origen guaraní.

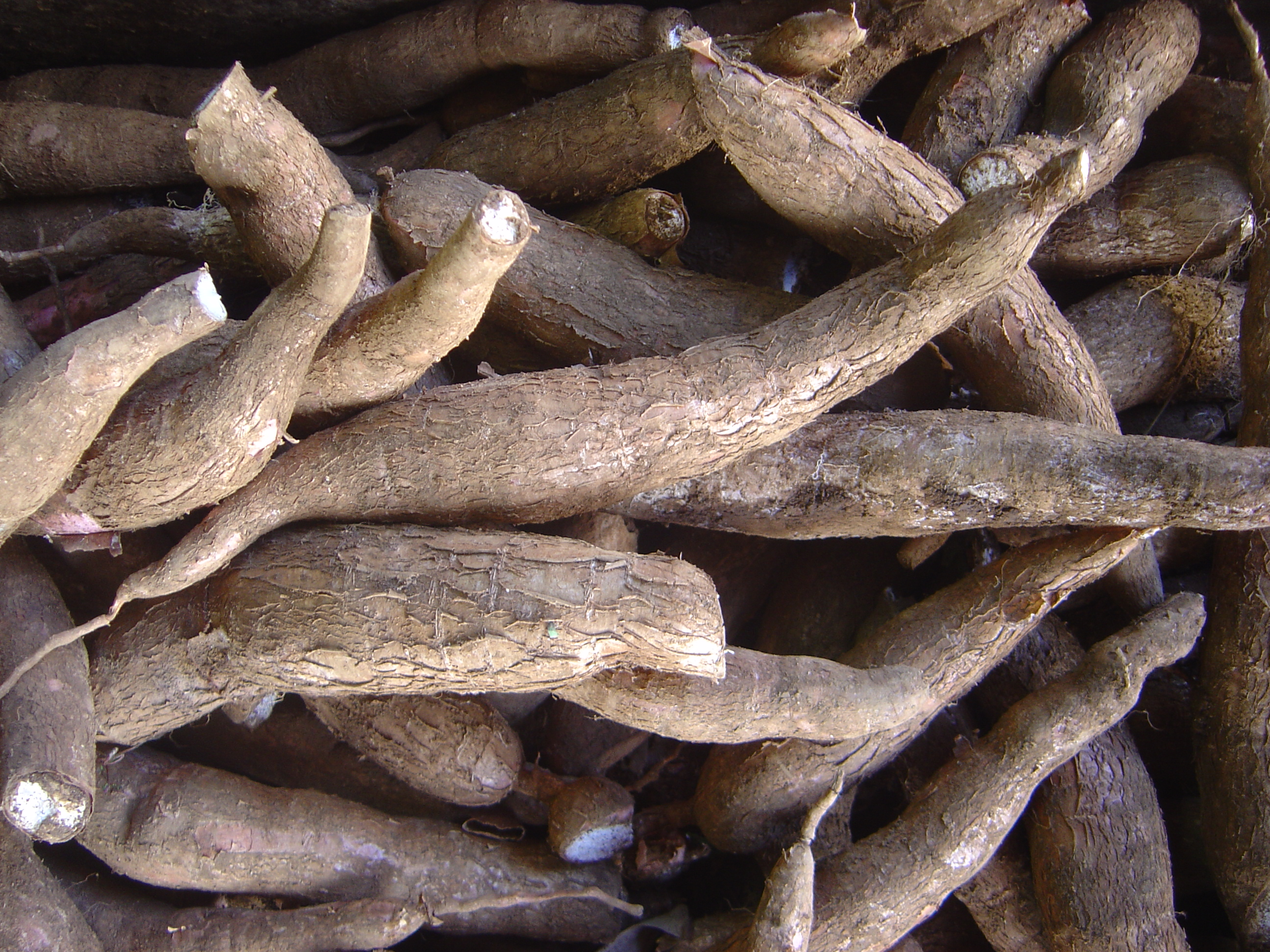
Els guaranís cultivaven mandioca, entre altres plantes
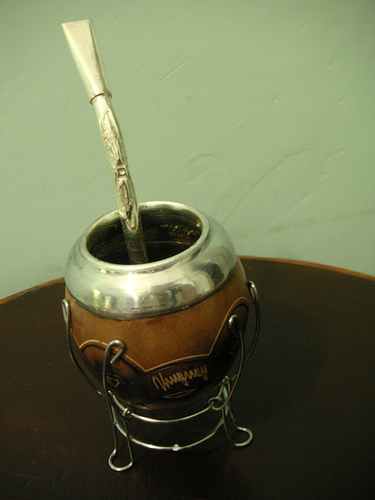
El mate prové dels guaranís

### Cultures del Gran Chaco

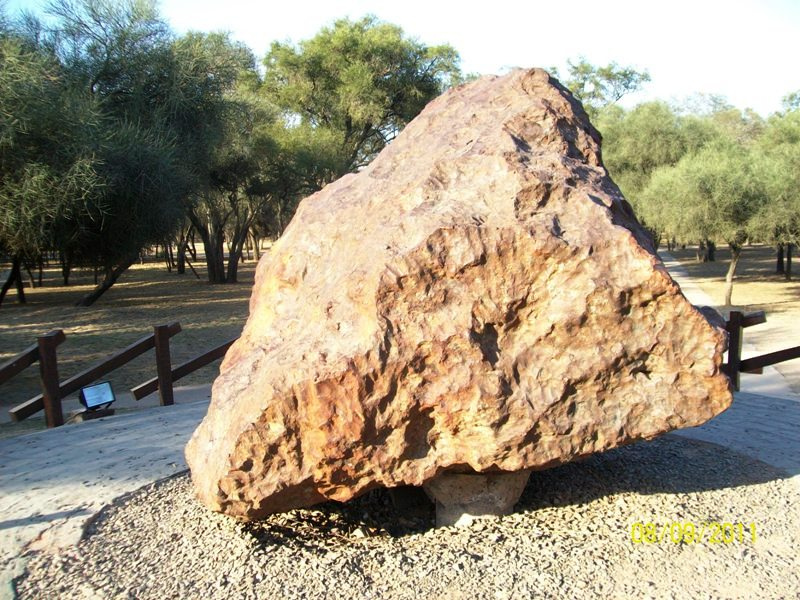
El meteorit «El Chaco» o «Chaco» és el segon major fragment conegut de la pluja de meteorits del Campo del Cielo

A la zona nord del Gran Chaco es van instal·lar cinc cultures o famílies lingüístiques: guaycurú, mataco-macá (wichí), tupí-guaraní, arauac i lule-vilela.
A la cultura guaycurú pertanyen els qom'lek (toba), pilagás, mocovís i els abipons. Es van distingir per les seves habilitats guerreres i a l'arribada dels espanyols van incorporar el cavall i van resistir la colonització. Els espanyols els deien «frentones» (que tenen molt front), especialment als qom'leek / toba, perquè es depilaven el front com a marca de guerra, i la paraula «toba» té més a veure amb «cara gran», en forma despectiva, però això era a causa de el ja esmentat, que semblaven «que tinguessin molt front»). Ocupaven el territori oriental i sud de la regió del Chaco 
La cultura mataco-maca la integren els wichís («matacos»), chulupís i chorotes; es van situar a la zona occidental del Chaco.
Pertanyents a la cultura tupí-guaraní són els chiriguans, que es van instal·lar a l'oest de la regió.
A la mateixa zona es van assentar els chanés, de la cultura arauac.
Al nord-oest del Chaco es van situar els vileles (lule-vilela).
Moltes d'aquestes cultures guarden encara memòria del gran cataclisme que va produir la caiguda d'una pluja de meteorits gegants al segle xxxviii aC a la zona coneguda com a Campo del Cielo («Camp del cel», traducció del qom'lek (idioma toba) piguén nonraltá o pinguén nonaksa).

### Cultures de la Pampa i la Patagònia

Pobles indígenes de la Patagònia Austral

A la zona pampeana i la Patagònia es van destacar els hets (pampes antics o querandís), els tehueltxes (patagons o tsonek) i els maputxes (aquests últims van controlar el nord de la Patagònia fins a finals del segle xix). Els estudis antropològics dels grups caçadors i recol·lectors, tradicionalment considerats més simples que els pobles agricultors, han posat de manifest la complexitat que van aconseguir cultures d'un alt grau de simbolisme, com els selknam, haush, yamanas, kawésqar, de Terra del Foc.